# Hanns-Langendorff-Medaille
Unter dem Namen Hanns-Langendorff-Medaille und Hanns-Langendorff-Preis werden von der Hanns-Langendorff-Stiftung mit Sitz in Freiburg gemeinsam mit dem Fachverband für Strahlenschutz (bis zu deren Auflösung mit der Deutschen Gesellschaft für Medizinischen Strahlenschutz) im Gedenken an Hanns Langendorff Auszeichnungen auf dem Gebiet der Strahlenbiologie und des Strahlenschutzes vergeben.
Die Ausschreibung des Hanns-Langendorff-Preises (seit 1979) soll „junge Wissenschaftler des In- und Auslandes […] ermutigen, auch in Zukunft strahlenbiologische Themen zu bearbeiten, die dem Strahlenschutz verpflichtet sind“. Daneben werden seit 1992 mit der Hanns-Langendorff-Medaille in Silber „hervorragenden Wissenschaftler, die wesentliche Beiträge auf dem Gebiet der Strahlenbiologie und des Strahlenschutzes hervorgebracht haben“, ausgezeichnet.

## Träger der Hanns-Langendorff-Medaille
- 1992 Hedi Fritz-Niggli, Zürich
- 1993 Hans-Stephan Stender, Hannover
- 1994 Jean René Maisin, Brüssel
- 1995 Ludwig E. Feinendegen, Jülich
- 1996 Mitsuyuki Abe, Kyoto
- 1997 Ulrich Hagen, München
- 1998 Antonius Wilhelmus Theodorus Konings, Groningen
- 1999 Karl Aurand, Berlin
- 2000 Theodor M. Fliedner, Ulm
- 2001 Irena Szumiel, Warschau
- 2002 Roger H. Clarke, Didcot
- 2003 Alexander Kaul, Wolfenbüttel
- 2004 Johannes Jacobus Broerse, Leiden
- 2005 Dietrich Harder, Göttingen
- 2007 Christian Streffer, Essen
- 2010 Lars-Erik Holm, Stockholm
- 2011 Harald Schicha, Köln
- 2014 Wolfgang-Ulrich Müller, Essen, Patrick Gourmelon, Fontenay-aux-Roses
- 2015 Shunichi Yamashita, Fukushima
- 2019 Reinhard Loose, Nürnberg
- 2020/21 Andrzej Wojcik, Stockholm
- 2022 Herwig Paretzke, München
- 2023 Zhanat Carr[1]

## Träger des Hanns-Langendorff-Preises
- 1979 D. van Beuningen, Michael Molls, W. Nothdurft
- 1984 C. Michel, W. Prütz, H.D. Rödler
- 1987 G. Konermann, W. Kraus
- 1988 Hans-Peter Beck-Bornholdt
- 1989 W.-U. Müller
- 1991 Thomas Herrmann, Nikolaos Zamboglou
- 1992 Y. Shibamoto
- 1993 Susanne Schultz-Hector
- 1994 M. Sandborg
- 1995 Michael Baumann
- 1997 Wilfried Budach, S. Hillebrandt, J. Schiwietz
- 1998 Wolfgang Dörr, Markus Löbrich
- 1999 Klaus Dittmann
- 2000 Stephan Diederich, A. Sak, A. Wojcik
- 2001 Jens-Peter Heyne, Burkhard Jakob
- 2002 Justine Rudner
- 2003 Carsten Nieder
- 2004 Frank Pajonk, J. E. Wildberger
- 2005 Wolfgang Harms
- 2007 Frank Heinzelmann, Mathias Cohnen
- 2008 Sandra Reichel
- 2009 Mahmoud Toulany
- 2010 Stefanie Milker-Zabel
- 2011 Stefan Schell
- 2013 Andrea Wittig
- 2015 Stephan Helmbrecht, Daniel Habermehl
- 2017 Nils H. Nicolay
- 2019 Annett Linge